# Bas Edixhoven
Sebastiaan Johan „Bas“ Edixhoven (* 12. März 1962 in Leiden; † 16. Januar 2022) war ein niederländischer Mathematiker, der sich mit Zahlentheorie und arithmetischer algebraischer Geometrie beschäftigte.

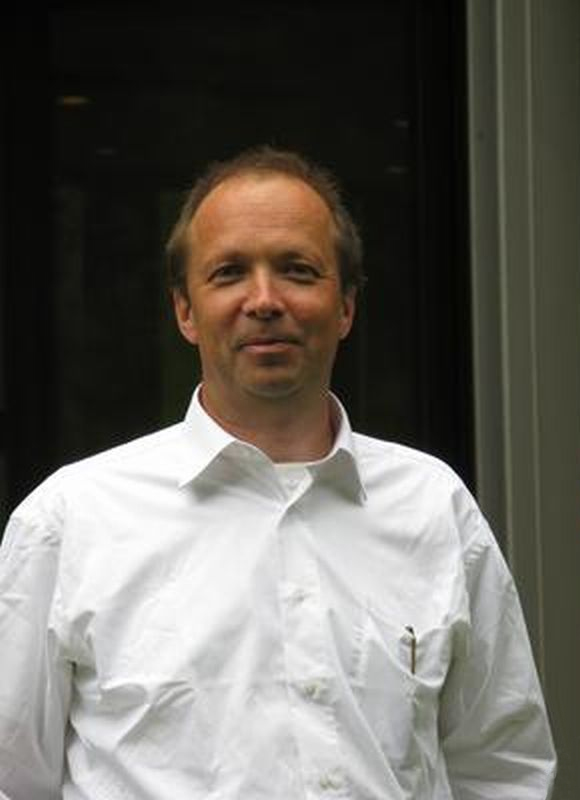
Edixhoven, Oberwolfach 2008

## Leben und Werk
Bas Edixhoven studierte an der Universität Utrecht, wo er 1985 sein Diplom machte und 1989 bei Frans Oort (und Bert van Geemen) promoviert wurde (Stable models of modular forms and applications). Von 1989 bis 1991 war er Assistant Professor an der University of California, Berkeley und anschließend als Huygens-Stipendiat ein Jahr in Utrecht. Von 1992 bis 2002 war er Professor an der Universität Rennes 1 (ab 1998 mit voller Professur). Danach war er Professor an der Universität Leiden. 1997 war er Miller Visiting Professor in Berkeley und 1998 am Tata Institute of Fundamental Research.
Edixhoven erzielte – teilweise mit seinem Schüler Andrei Yafaev – Resultate in Bezug auf die Vermutung von Yves André und Frans Oort über Untervarietäten von Shimura-Varietäten, das heißt, er gab Beweise für Spezialfälle. Neben arithmetischer algebraischer Geometrie, Modulformen und Zahlentheorie beschäftigte er sich mit fehlerkorrigierenden Codes (worüber er mit Auftrag des französischen Verteidigungsministeriums und Canon forschte).
Ab 2003 war er Mitherausgeber von Compositio Mathematica und von 1998 bis 2004 des Journal de Theorie des Nombres des Bordeaux. Er war Mitherausgeber von Expositiones Mathematicae und des Journal of Number Theory.
Von 1989 bis 1992 war er Constantin und Christiaan Huygens Fellow der niederländischen Forschungsorganisation (N.W.O). Von 1995 bis 2002 war er Mitglied des Institut Universitaire de France. Er war ab 2009 Mitglied der Niederländischen Akademie der Wissenschaften (nachdem er 2001 schon korrespondierendes Mitglied war). 2008 war er Invited Speaker auf dem Europäischen Mathematikerkongress (On the computation of coefficients of modular forms).
Zu seinen Doktoranden gehörten Andrei Yafaev und Gabor Wiese.
Edixhoven starb Mitte Januar 2022 nach kurzer Krankheit im Alter von 59 Jahren.

## Schriften
- Serre’s Conjecture. In: Gary Connell, Joseph Silverman, Glenn Stevens (Herausgeber): Modular forms and Fermat’s Last Theorem, Springer 1997 (über die Rolle der Serre-Vermutung in dem Weg zum Beweis der Fermat-Vermutung von Andrew Wiles schrieb er auch in Gazette des Mathematiciens, Oktober 1995).
- mit Jan-Hendrik Evertse (Herausgeber): Diophantine approximation and abelian varieties, Lecture Notes in Mathematics, Band 1566, Springer 1993, 2. Auflage 1997.
- On the computation of coefficients of a modular form. In: Florian Hess, Sebastian Pauli, Michael Pohst (Herausgeber): Algorithmic Number Theory (ANTS VII, Berlin), Lecture Notes in Computer Science, Band 4076, Springer 2006, S. 30–39.